# Oberfeldarzt (Schweiz)
Oberfeldarzt (Ofaz; französisch médecin en chef de l’armée; italienisch medico in capo dell’esercito; rätoromanisch schefmedi da l’armada) ist die Dienststellenbezeichnung für den obersten Militärarzt der Schweizer Armee.
Der Oberfeldarzt ist ein eidgenössisch diplomierter Arzt, der einerseits den Sanitätsdienst der Armee und das Kompetenzzentrum für Militär- und Katastrophenmedizin leitet, sowie verantwortlich für das militärische Gesundheitswesen ist. Er ist vergleichbar mit dem Inspekteur des Sanitätsdienstes bei der Bundeswehr. Organisatorisch ist er dem Chef Armeestab unterstellt. Der Oberfeldarzt vertritt unter anderem die Schweiz im International Committee of Military Medicine. Er wird in der Regel in den Dienstgrad eines Divisionärs befördert.
Bereits seit 1817 ist der Oberfeldarzt Teil der zentralen Militärdienstbehörde. Die von ihm geführte Abteilung wurde dort ab 1874 mit Abteilung Sanitätsdienst (ASAN) bezeichnet. Diese Abteilung gehörte von 1947 bis 1961 sowie von 1968 bis 1995 zur Gruppe Generalstabsdienste, in den Jahren dazwischen zur Gruppe Ausbildung. Von 1996 bis 2003 war die Abteilung mit dem Bundesamt für Logistiktruppen (BALOG) gemeinsam für das Sanitätswesen zuständig. In der Struktur der Armee XXI war er zuerst dem Stellvertretenden Chef der Armee (Stv CdA) direkt unterstellt und dem Führungsstab der Armee und der Logistikbasis der Armee zugeordnet. In ziviler Funktion war er Beauftragter des Bundesrates für den koordinierten Sanitätsdienst des Bundes. Als solcher verantwortete er die Koordination der Vorbereitungen und des Einsatzes der Mittel des Gesundheitswesens in besonderen und ausserordentlichen Lagen. Seit 2023 obliegt diese Aufgabe dem Bundesamt für Bevölkerungsschutz.

## Dienstposteninhaber
| Name                          | von  | bis  | Grad       |
| Friedrich Bernhard Jakob Lutz | 1815 | 1832 |            |
| Karl Wilhelm Flügel           | 1834 | 1857 | Oberst     |
| Samuel Lehmann                | 1857 | 1873 |            |
| Heinrich Schnyder             | 1873 | 1876 | Oberst     |
| Franz Adolf Ziegler           | 1876 | 1899 |            |
| Alfred Mürset                 | 1899 | 1910 |            |
| Carl Hauser                   | 1910 | 1935 | Oberst     |
| Paul Vollenweider             | 1936 | 1945 | Brigadier  |
| Hans Meuli                    | 1946 | 1960 | Brigadier  |
| Reinhold Käser                | 1960 | 1973 | Divisionär |
| André Huber                   | 1973 | 1988 | Divisionär |
| Peter Eichenberger            | 1989 | 2001 | Divisionär |
| Gianpiero Lupi                | 2001 | 2008 | Divisionär |
| Andreas Stettbacher           | 2009 |      | Divisionär |